# Kirk Malew

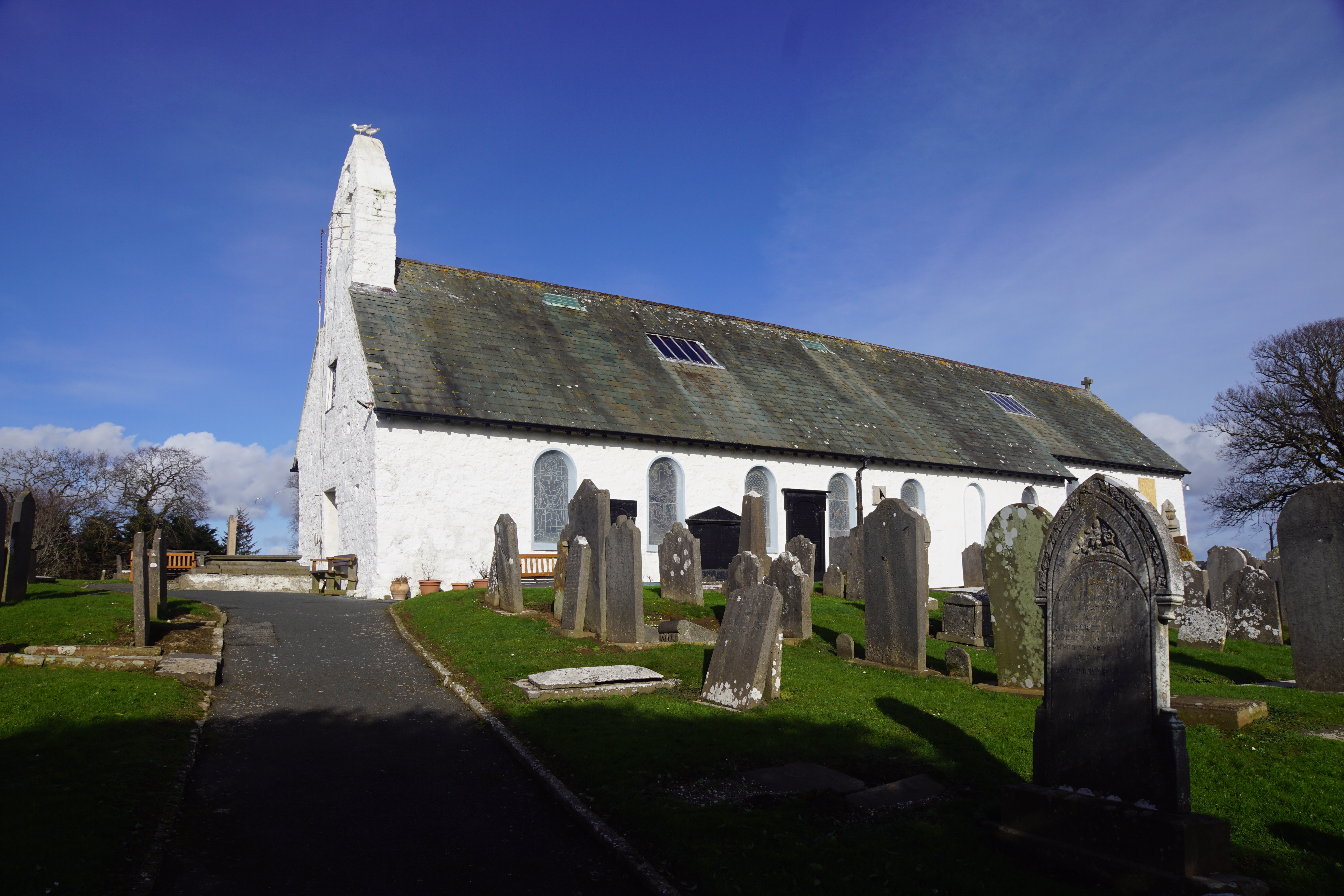
Kirk Malew vanuit het zuiden.

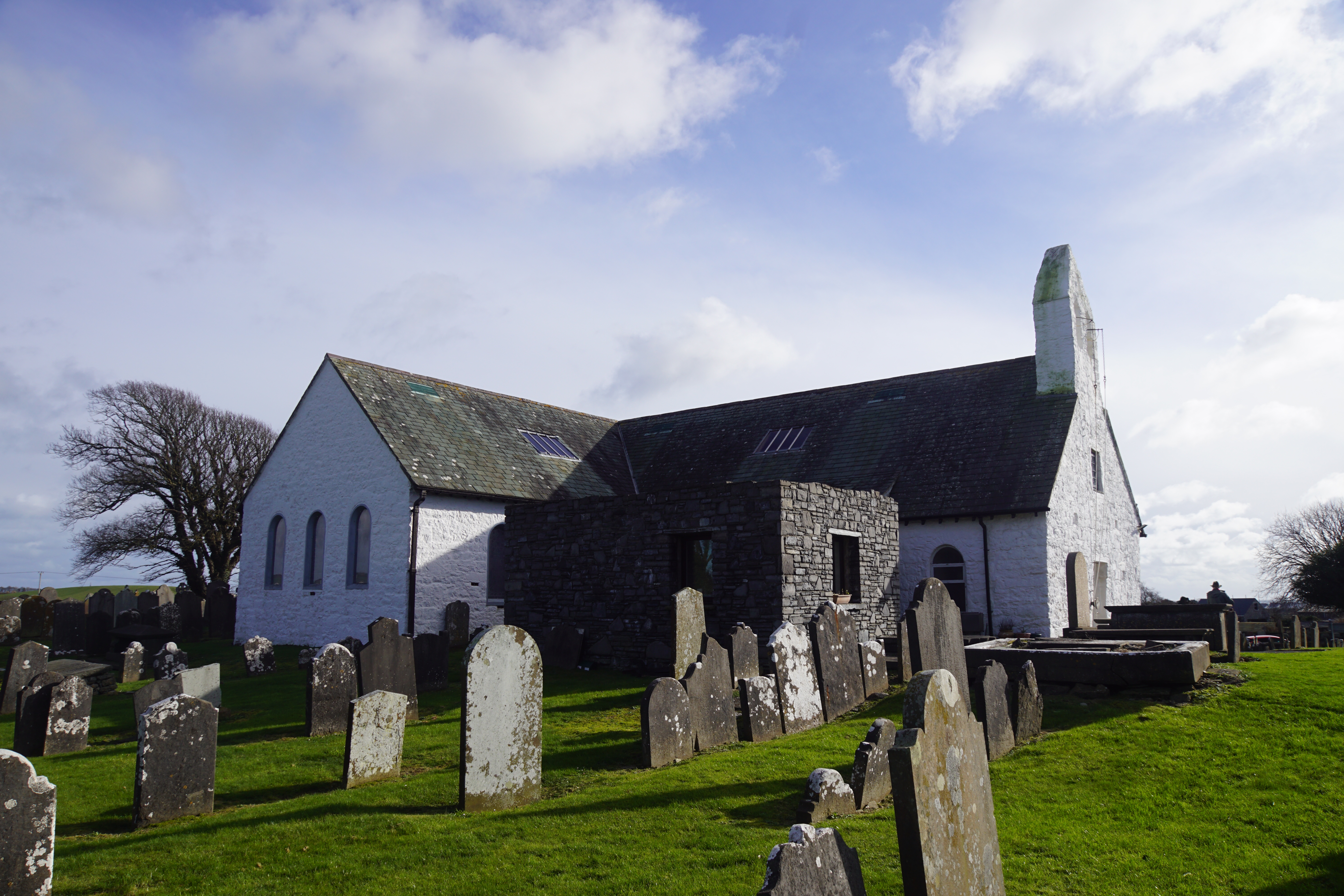
Gezien vanuit het noordwesten. Met links het noordelijk transept.

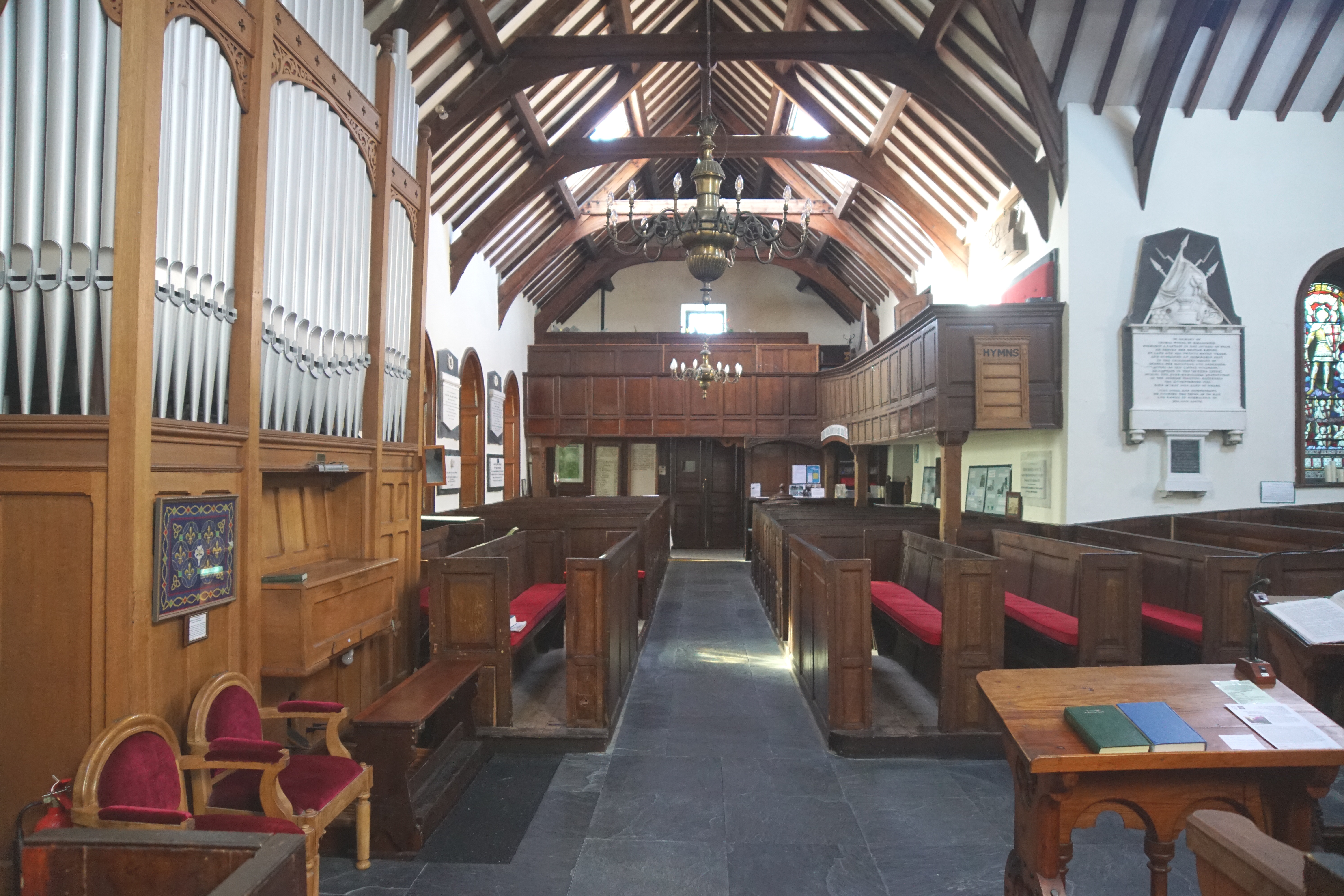
Interieur kijkende naar het schip in het westen.

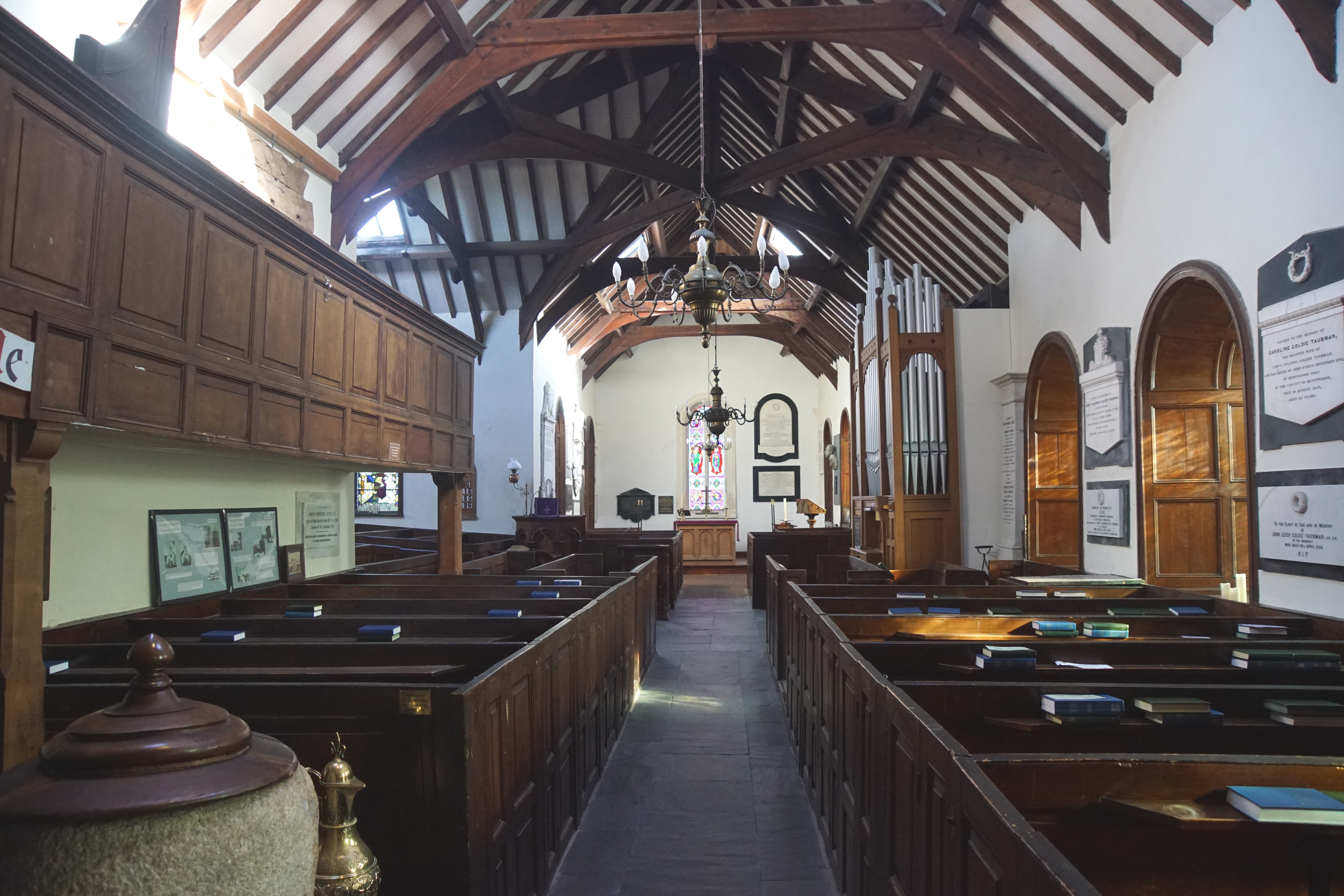
Het koor gezien vanuit het schip.

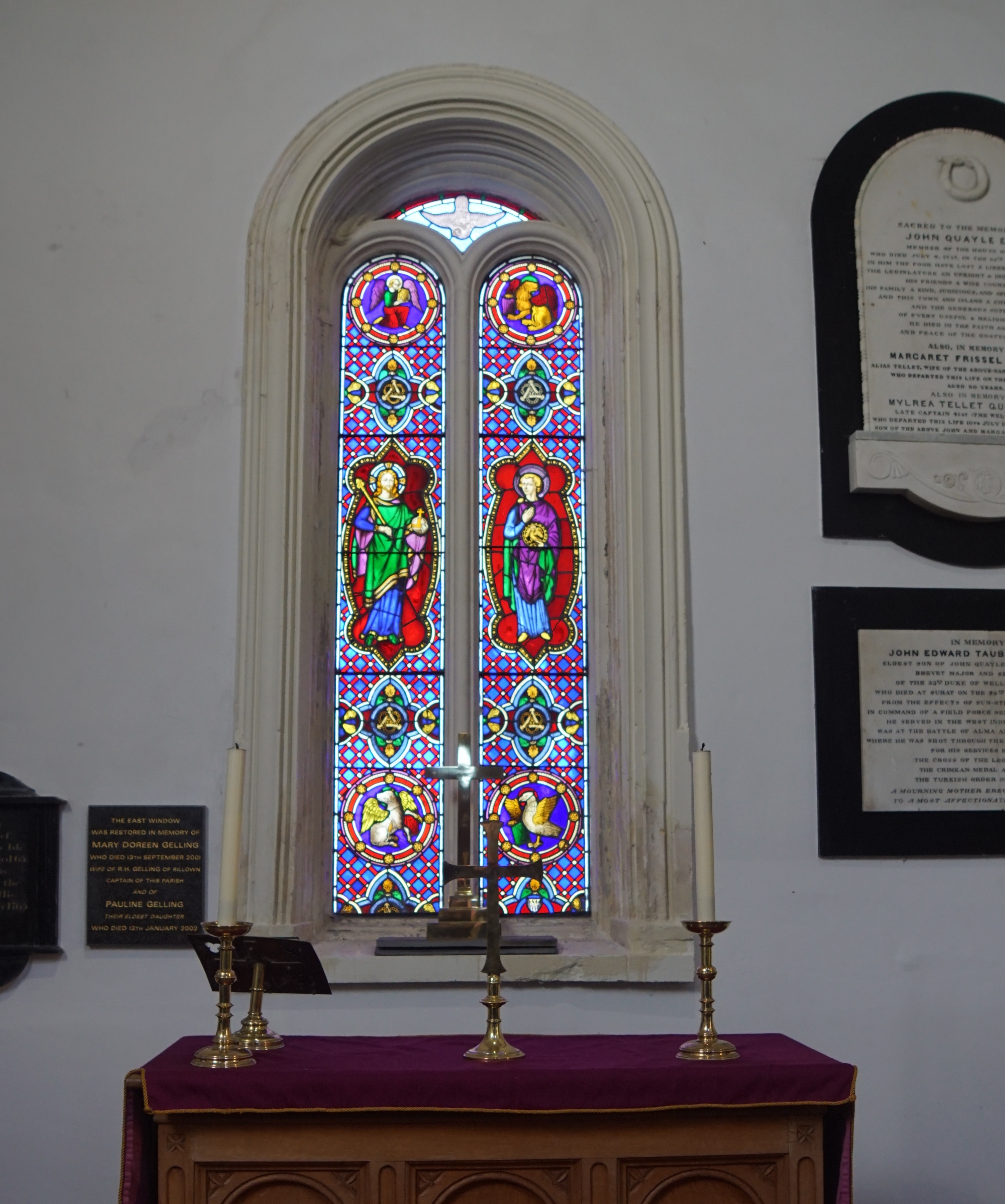
Het oostraam uit 1843-1844 met rechts een afbeelding van Sint Lupus.

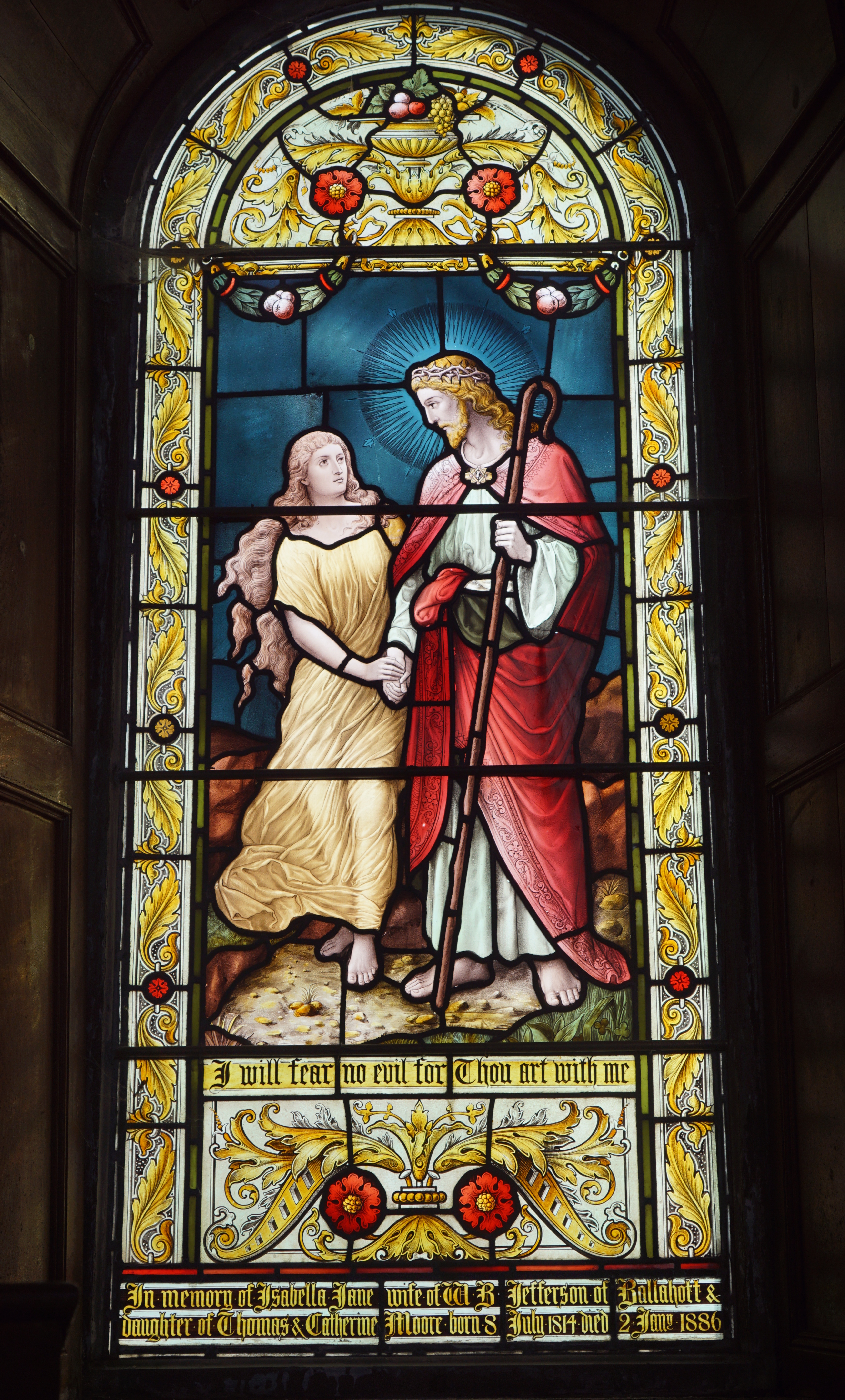
Ik vrees geen kwaad want U bent met mij (1886).

Kirk Malew, ook Malew Church en Malew Parish Church (Malew-parochiekerk), is een vermoedelijk van oorsprong veertiende-eeuwse kerk, gelegen iets ten noorden van Castletown in de parish Malew op het eiland Man. 
De kerk is gewijd aan Sint Lupus, de bisschop van Troyes (Frankrijk) en een volger van Sint Germanus (de parish German is naar hem genoemd), maar deze 'Lupus' kan ook een verbastering of opvolging zijn van Sint Lua of Molua, de stichter en abt van het klooster in Killaloe in County Clare, Ierland. Kirk Malew is de grootst overgebleven parochiekerk uit de Middeleeuwen op het eiland Man.

## Geschiedenis
De plaats van Kirk Malew zou wel eens de originele locatie van een keltisch klooster kunnen zijn geweest voordat deze opnieuw werd gesticht in 1134 als Rushen Abbey in Ballasalla. In ieder geval stond hier in 1153 al een kerk. De oudste delen van het huidige gebouw stammen vermoedelijk uit de veertiende eeuw. 
Het noordelijk transept werd aangebouwd in 1781. In 1783 werd het koor herbouwd; het is onduidelijk of dit ook een vergroting van de orinele kerk betrof. De muren van het schip zijn in iedere geval ouder dan die van het koor en twee keer zo dik. De hoofdingang werd hierbij verplaatst naar het midden van de zuidzijde recht tegenover het noordelijk transept totdat deze in 1897 werd dichtgemetseld en de westelijke deur de hoofdingang werd. Een deel van de zuidmuur van het schip weerd in 1907 door Armitage Rigby verwijderd en vervangen door baksteen om een orgelkamer te bouwen. Het oude dak werd in 1929 vervangen door Jos. E. Teare.
De begraafplaats om de kerk had oorspronkelijk de typisch ronde vorm van middeleeuwse begraafplaatsen, totdat deze in de negentiende eeuw rechthoekig werd gemaakt op een stuk in de zuidoostelijke hoek na.

## Beschrijving
Kirk Malew ligt aan de westzijde van Malew Road (de A3). Kirk Malew heeft een T-vormige plattegrond, waarbij het langste deel (het schip en koor) op de west-oost-as ligt en het kortste deel (het noordelijk transept) zich aan het midden van de noordzijde van het lange deel bevindt. Het lange deel van het kerkgebouw is west-oostelijk georiënteerd. Op de westgevel bevindt zich een dubbel klokkentorentje.  
De ramen waren vermoedelijk oorspronkelijk spitsboogvensters, maar zijn in de zeventiende of achttiende eeuw aangepast. Op de plek van het meest westelijke raam zat oorspronkelijk een zuidelijke toegangsdeur uit de zestiende of zeventiende eeuw. Het vierkante westelijke raam erboven is vermoedelijk een deur naar de westgalerij geweest; de trappen erheen zijn verdwenen.
Op de zuidmuur bevindt zich een zonnewijzer uit 1835 ontworpen door dominee William Gill.
Het interieur is nog grotendeels Georgiaans. De kerkbanken in het noordelijk transept stammen uit 1781. Het schip is voorzien van twee galerijen, waarbij de westelijke galerij bedoeld was voor publiek gebruik en de noordelijke galerij uit 1818 voor privégebruik was van de familie Moores of Billown. De doopvont bestaat uit een granieten schaal uit de Middeleeuwen die geplaatst is op een Victoriaanse octogonale basis. De preekstoel dateert uit 1874 en werd gemaakt door James Cooper; de lessenaar is uit 1904 . Het altaar dateert van circa 1960, waarbij het vorige marmeren altaar uit 1704 een plaats kreeg bij het oorlogsmonument in de kerk. In de kerk zijn verschillende gedenkstenen en -tabletten uit de zestiende eeuw en later. Er bevindt zich een buste voorstellende William Christian (1608-1663) uit 2006 gemaakt door Bryan Kneale RA. Christian was wegens verraad geëxecuteerd op Hango Hill, maar werd door velen gezien als een martelaar die stierf voor Man.
Kirk Malew heeft een groot aantal glasinloodramen, waarvan het oostelijk raam het eerste glasinlood is op het eiland van na de Middeleeuwen. Dit werd gemaakt door William Wailes in 1843-1844 en heeft medaillons met afbeeldingen van God de Heer, Sint Lupus en de symbolen van de evangelisten. De drie koorramen aan de noordzijde stammen uit de periode 1873-1886; de zuidelijke koorramen uit 1872 en 1886. Het centrale raam in de noordelijke muur is uit 1892 en de buitenste ramen in de noordelijke muur dateren uit 1910-1911. De vier ramen in het schip dateren uit 1904. Het zuidwestelijke raam fungeert als oorlogsmonument en werd gemaakt in 1922 door de Ierse Kathleen Shaw.
Om de kerk heen ligt een begraafplaats met monumenten uit de zeventiende eeuw en later. Hier werden in de jaren vijftig van de negentiende eeuw twee Vikingzwaarden gevonden, wat erop zou kunnen wijzen dat er ook heidenen werden begraven.

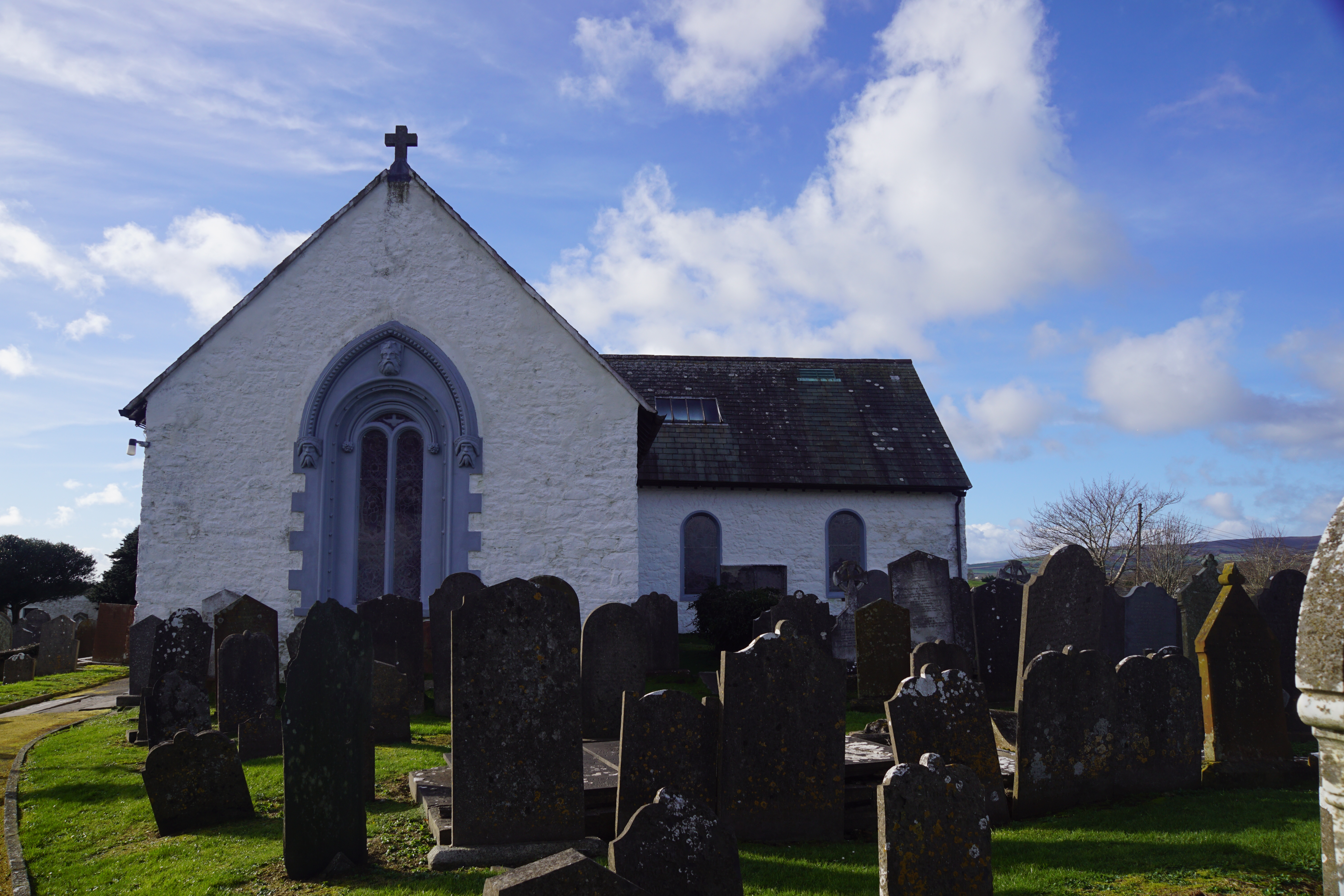
Kirk Malew anuit het oosten.
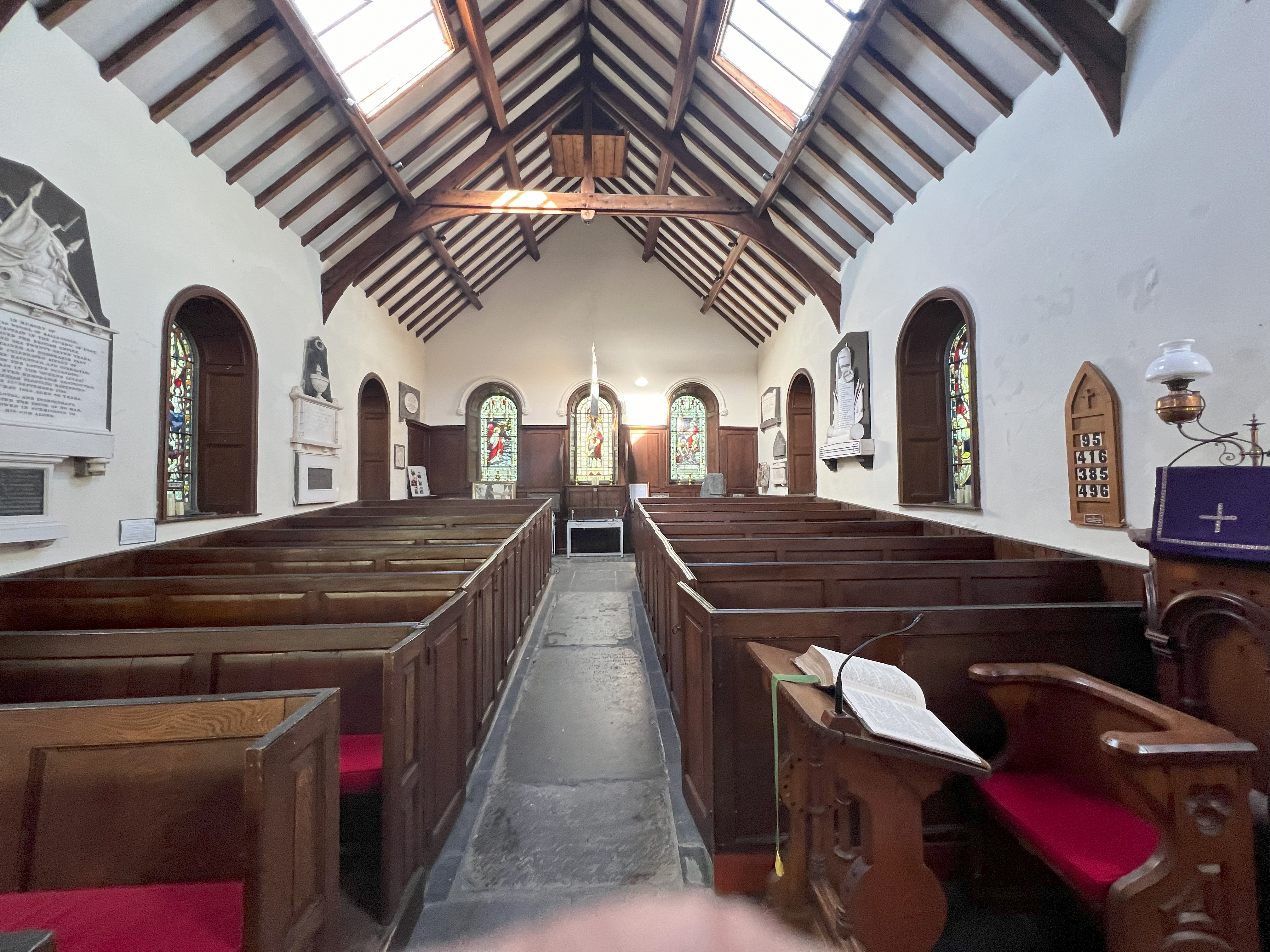
Het noordelijk transept.
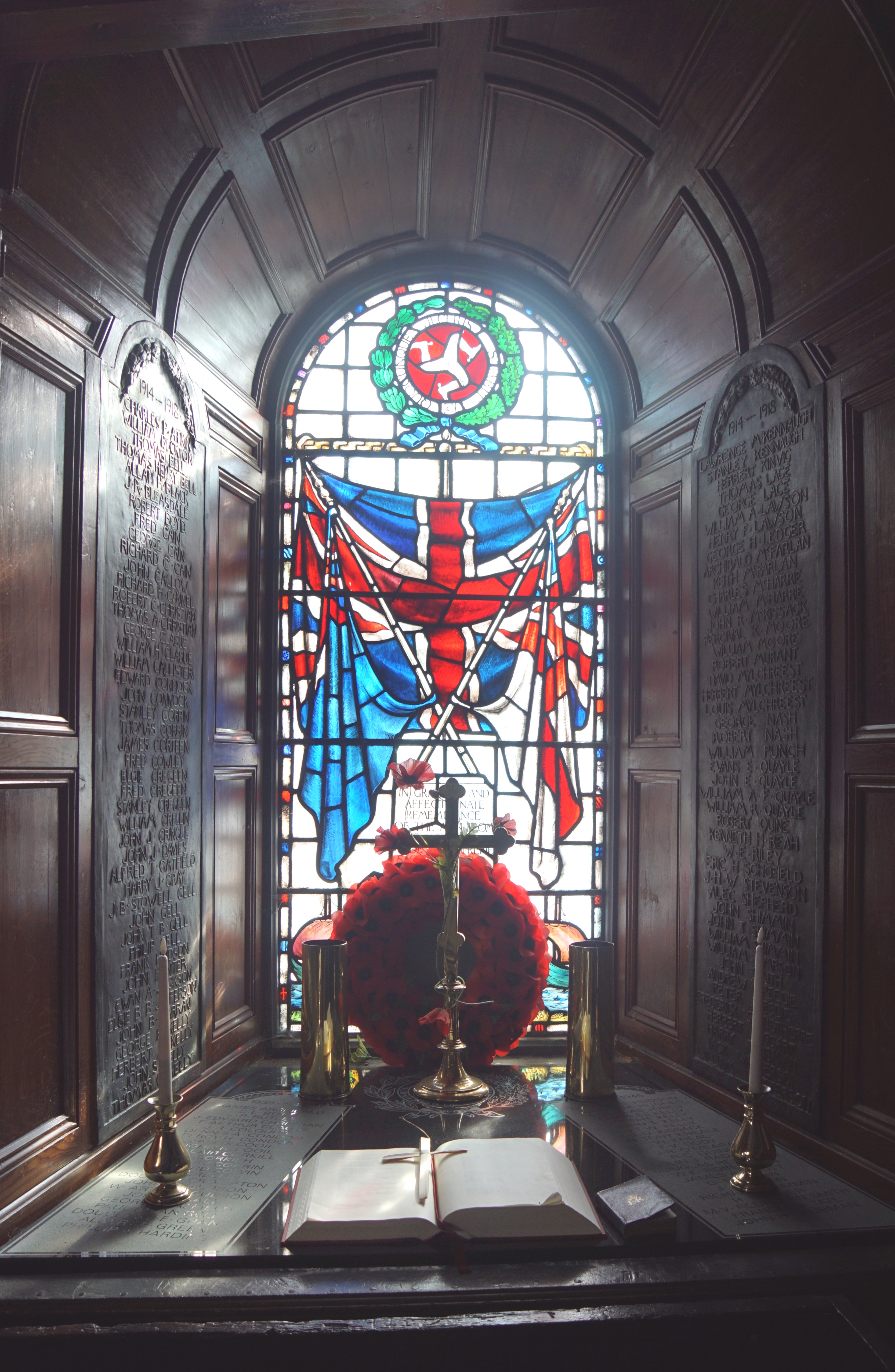
Oorlogsmonument-raam uit 1922.

### Kruisen

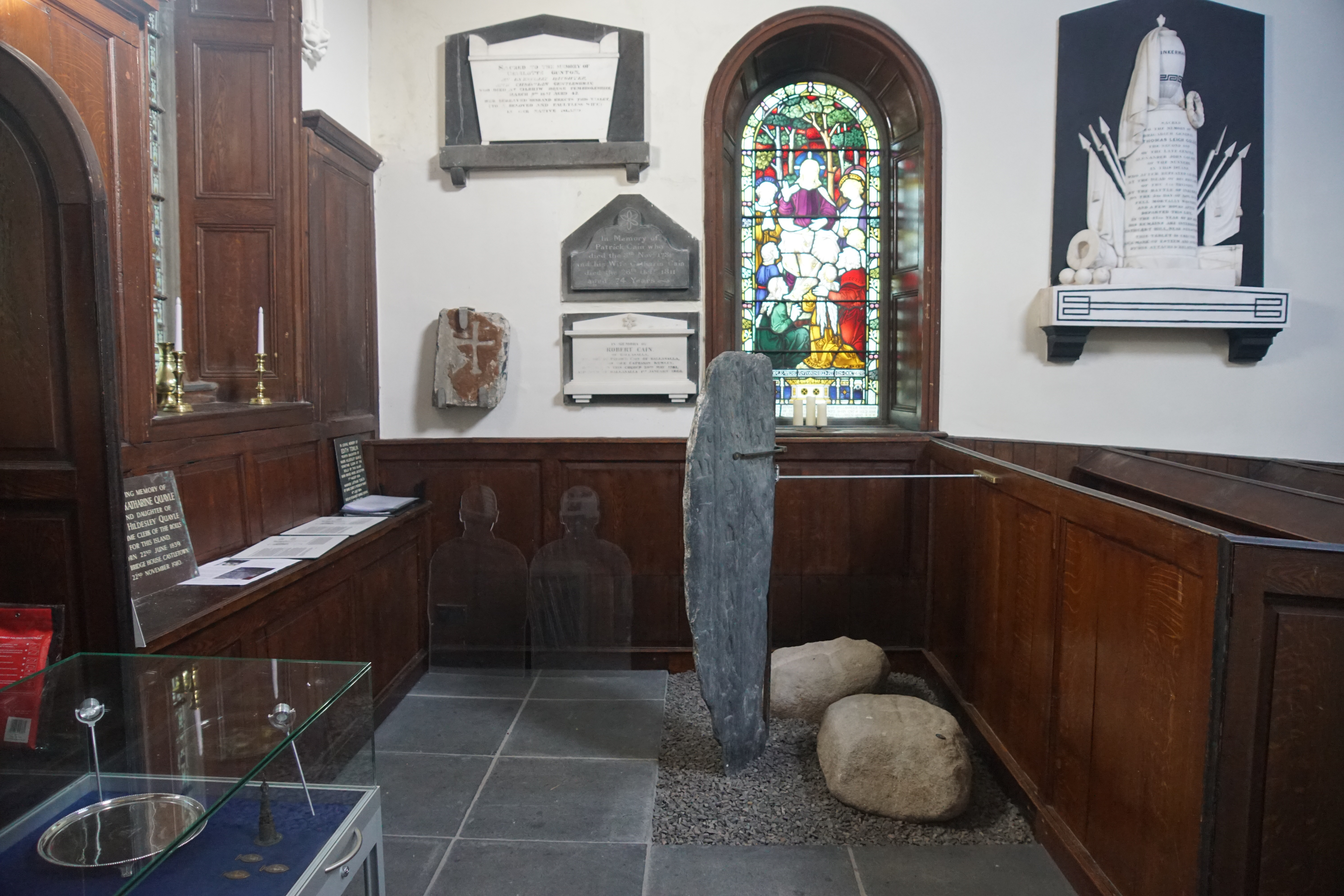
Collectie van middeleeuwse kruisen (1 aan de muur links, drie in het grind rechts).

Aan de noordzijde van het noordelijk transept in Kirk Malew bevinden zich een verzameling van Viking-grafkruisen. Deze zijn gevonden in de parish Malew. Anno 2024 worden er 4 kruisen tentoongesteld. Volgens de nummering van de Manx National Heritage gaat het om de nummers 8, 28, 120 en 193.

#### Sigurd Slab
Nummer 120 is ook bekend onder de naam Sigurd Slab en Malew Stone. De steen dateert uit de late tiende eeuw. Deze steen werd gevonden in 1857 in een hoek van de begraafplaats, al lijkt de originele locatie ergens ten noorden van de kerk te ligen bij Cross Four Ways. Het kruis mist het bovenste deel van het kruis en een deel van de schacht. Op de schacht is een dier afgebeeld in de Scandinavische Jellingestijl die gebruikt werd in de tweede helft van de tiende eeuw. Op de zwaar geërodeerde zijpanelen zijn scenes uit de Volsung-cyclus afgebeeld. Rechts is Sigurd gezien die de draak Fafnir in de buik steekt van onderaf. Erboven wordt de scene erna afgebeeld, waarbij Sigurd met helm op en zwaard in zijn hand het hart van de draak roostert, maar zijn vinger van zijn linkerhand brandt aan het hete vlees. Instinctief steekt hij zijn vinger in zijn mond. Door het bloed van de draak te proeven, kan hij opeens de taal van de vogels verstaan. Hij hoort ze zeggen dat de smid Regin hem wil doden om het goud van Fafnir te stelen. Sigurd doodt de smid en laadt het goud op zijn paard Grani. Bovenaan op de schacht is vermoedelijk het hoofd van dit paard te zien, vooral als dit kruis vergeleken wordt met het Sigurd-kruis Maughold nummer 122.

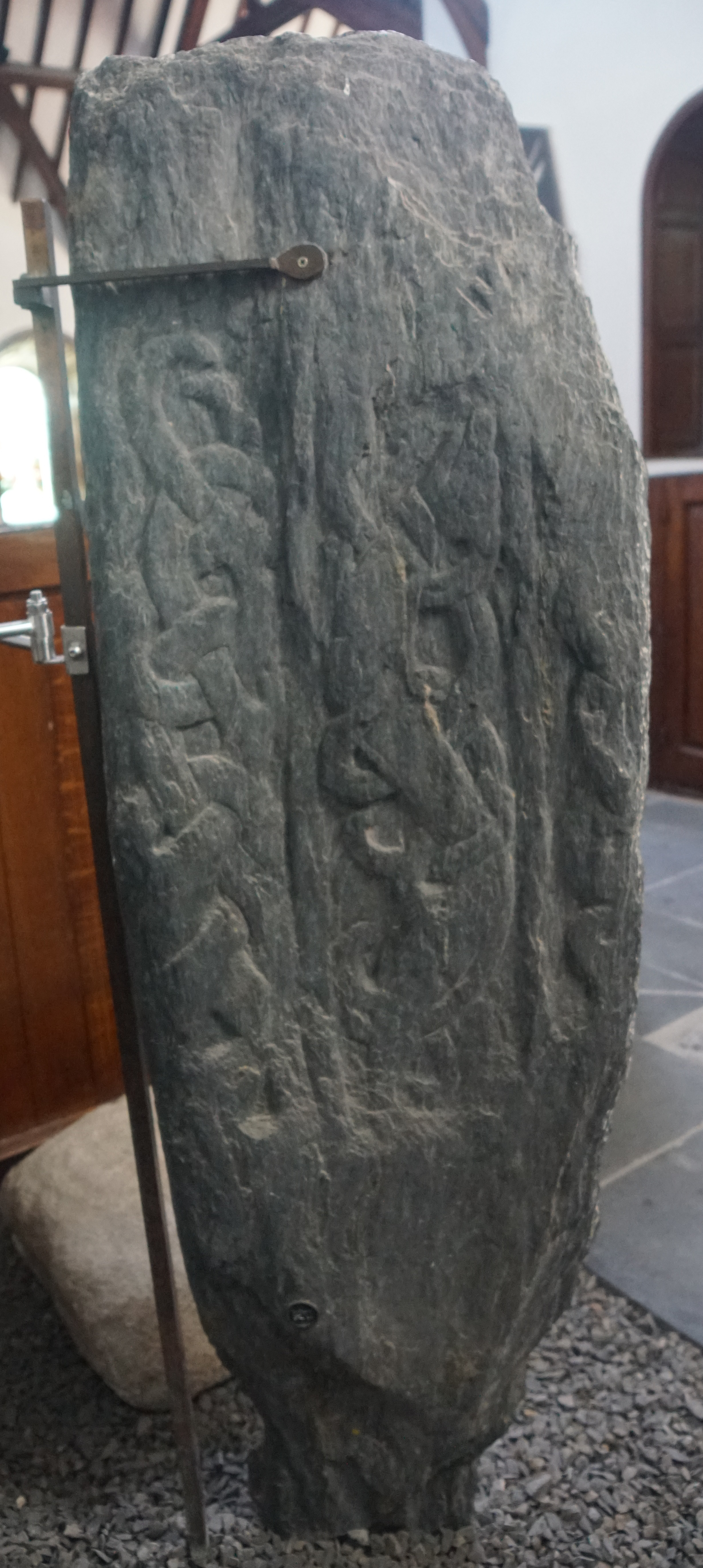
Sigurd Slab